# 川口晴美
川口 晴美（かわぐち はるみ、1962年1月10日 - ）は、日本の詩人。「歴程」同人。本姓・榎。

## 略歴
福井県小浜市出身。福井県立若狭高等学校、早稲田大学第一文学部文芸専攻卒業。大学在学中に鈴木志郎康の講義を受けて詩を書き始め、1985年に第1詩集『水姫』を出版。商社の為替ディーリング室にOLとして7年3ヶ月勤めたあと、現在は詩集を上梓したり、現代美術と詩のコラボレーション展を開催している。いくつかのアンソロジーに詩が収録され、イタリア語や韓国語に翻訳された詩もある。東京造形大学非常勤教員。
2010年、『半島の地図』で第10回山本健吉文学賞受賞。2016年、『Tiger is here.』で第46回高見順賞受賞。アニメ『TIGER & BUNNY』のファンで、『Tiger is here.』の表題作などの題材としている。2022年、『やがて魔女の森になる』で第30回萩原朔太郎賞受賞。

## 詩集
- 『水姫』(書肆山田 1985年)
- 『綺羅のバランス』( 書肆山田 1989年）
- 『デルタ』(思潮社 1991年) ISBN 978-4783703532
- 『液晶区』(思潮社 1993年) ISBN 978-4783704393
- 『ガールフレンド』(七月堂 1996年) ISBN 978-4879440143
- 『ボーイハント』(七月堂 1998年) ISBN 978-4879440143
- 『EXIT.』(ふらんす堂 2001年) ISBN 978-4894024120
- 『lives―川口晴美詩集』(現代詩人叢書 ふらんす堂 2002年) ISBN 978-4894024892
- 『やわらかい檻』(書肆山田 2006年) ISBN 978-4879956699
- 『半島の地図』（思潮社 2009年）ISBN 978-4783731405
- 『川口晴美詩集』（現代詩文庫 思潮社 2013年）ISBN 978-4783709732
- 『Tiger is here.』（思潮社 2015年）ISBN 978-4783734772
- 『やがて魔女の森になる』（思潮社 2021年）ISBN 978-4783737643

## エッセイ
- 『ことばを深呼吸』（渡邊十絲子と共著）（東京書籍2009年）ISBN 978-4487802852

## 共編著
- 『女子高生のための文章図鑑』金井景子・紅野謙介・朴裕河共編著(筑摩書房1992年)
- 『男子高生のための文章図鑑』金井景子､紅野謙介・材木谷敦共編(筑摩書房1993年
- 『風の詩集』三木卓共編(筑摩書房1999年)
- 『萌詩アンソロジー　詩の向こうで、僕らはそっと手をつなぐ。』山中ヒコ（イラスト）（ふらんす堂2014年）ISBN 978-4781406053